# سییروا سی-۱۹
سییروا سی-۱۹ (به انگلیسی: Cierva C.19) یک هواچرخ در دهه ۳۰ میلادی بود. در آن زمان بسیار موفق بود و الهام‌بخش بسیاری از محصولات آینده شد. حدود ۵۰ فروند از این جایروکاپتر تولید شد.

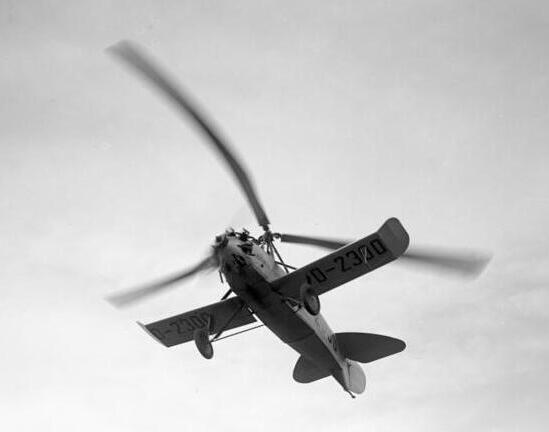
سال ۱۹۳۲

## Specifications (Mk.II)

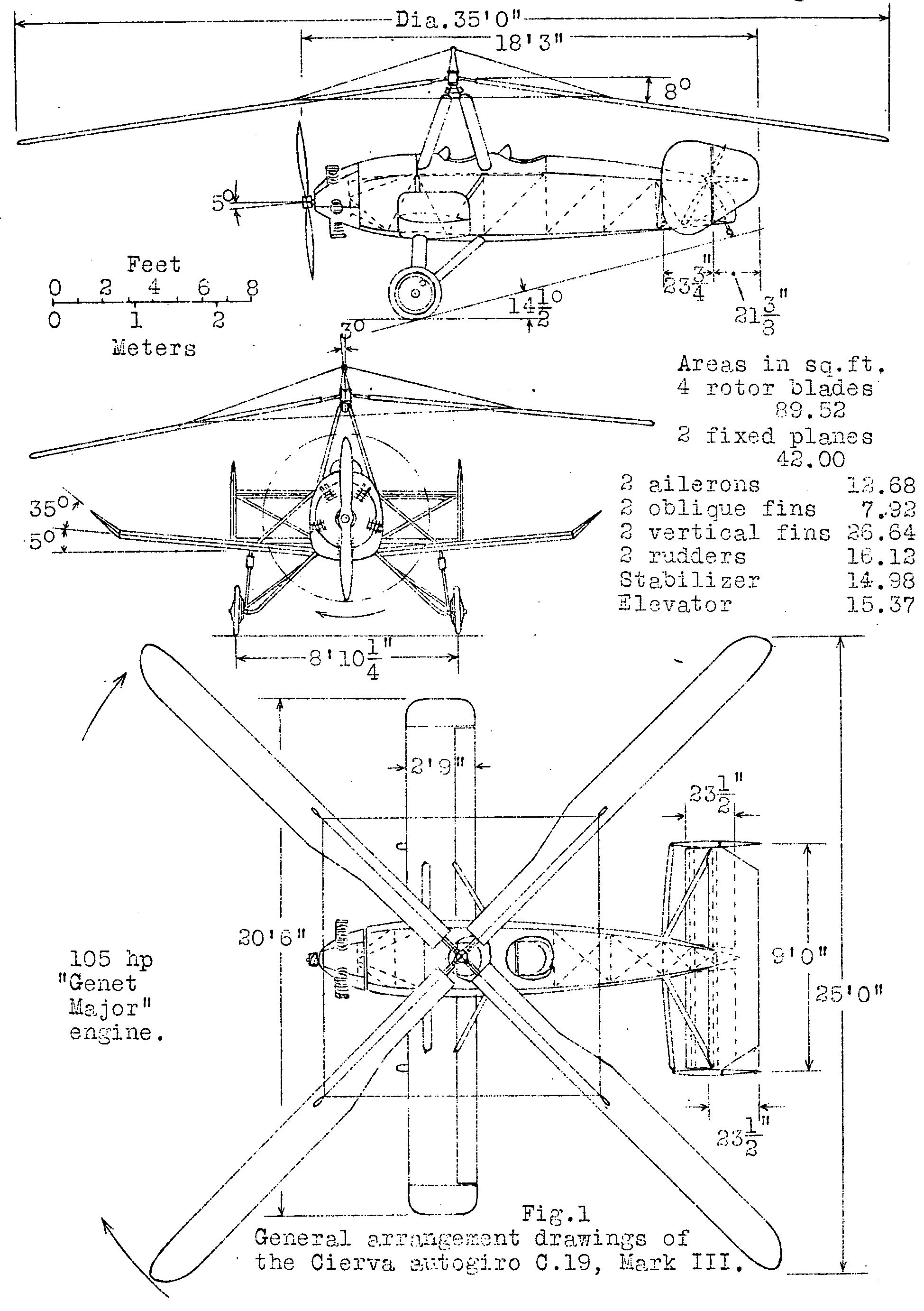
Cierva C.19 Mk.III 3-view drawing from NACA Aircraft Circular No.120

ویژگی‌های عمومی
- خدمه: ۱ خلبان
- ظرفیت: ۱ سرنشین
- طول: ۱۸ فوت ۰ اینچ (۵٫۴۹ متر)
- ارتفاع: ۱۰ فوت ۰ اینچ (۳٫۰۵ متر)
- مساحت بال‌ها: ۷۰۸ فوت مربع (۶۵٫۸ متر مربع)
- وزن خالی: ۸۵۰ پوند (۳۸۶ کیلوگرم)
- وزن ناخالص: ۱٬۴۰۰ پوند (۶۳۵ کیلوگرم)
- پیشرانه: ۱ عدد  Armstrong Siddeley Genet Major موتور ۵ سیلندر رادیال, 105 hp (78 kW)
- قطر روتور اصلی:  ۳۰ فوت ۰ اینچ (۹٫۱۵ متر)

عملکرد
- حداکثر سرعت: ۹۵ مایل بر ساعت (۱۵۳ کیلومتر بر ساعت، ۸۳ گره)
- بُرد: ۳۰۰ مایل (۴۸۳ کیلومتر، ۲۶۰ مایل دریایی)
- نرخ صعود: ۵۰۰ فوت بر دقیقه (۲٫۵ متر بر ثانیه)